# Andrea Bernasconi
Andrea Bernasconi (1706 – Monaco di Baviera, 24 gennaio 1784) è stato un compositore italiano.
Nato forse a Marsiglia, era figlio di un ufficiale francese di discendenza italiana che si stabilì a Parma dopo aver concluso il suo servizio militare. Poco si conosce sulla sua formazione musicale e sui suoi primi anni di attività come compositore; le uniche notizie sul suo conto di questo periodo ci pervengono quasi esclusivamente dai libretti delle sue opere prodotte dal 1737 al 1774, dove veniva riportato come un milanese dilettante o un veronese. 
Dal 1744 al 1753 fu maestro di cappella dell'Ospedale della Pietà di Venezia e nel 1747 sposò Maria Josepha Wagele (1722-1762) a Parma, la quale aveva già una figlia, Antonia; Bernasconi impartì lezioni di musica alla figliastra e l'aiutò nell'intraprendere la carriera di cantante lirica. Il 1º agosto 1753 fu nominato vice-Kapellmeister (vice maestro di cappella) della musica vocale a Monaco al servizio del principe elettore di Baviera Massimiliano III. 
Presso la corte monacense fu anche insegnante di musica della principessa Maria Anna Josepha e del principe elettore. 
Quando Giovanni Porta morì, il 7 settembre 1755 Bernasconi gli succedette nella carica di Kapellmeister (di quella che divenne poi la Bayerisches Staatsorchester) titolare provvisorio, carica che gli venne ufficializzata nel 1778 dall'elettore Carlo Teodoro di Wittelsbach. 
Dopo la sua morte, avvenuta nel 1784, la sua posizione venne occupata da Francesco da Paola Grua.

## Composizioni
- Sinfonia n° 1 in Re maggiore (con Violini, Oboi, Corni e Basso [archivio Dresda] )

### Opere
- Flavio Anicio Olibrio (opera seria, libretto di Apostolo Zeno e Pietro Pariati, 1737, Vienna)
- Alessandro Severo (opera seria, libretto di Apostolo Zeno, 1738, Venezia)
- Temistocle (opera seria, libretto di Pietro Metastasio, 1740, Padova)
- Demofoonte (opera seria, libretto di Pietro Metastasio, 1741, Roma)
- Didone abbandonata (opera seria, libretto di Pietro Metastasio, 1741, Venezia)
- Endimione (serenata, libretto di Pietro Metastasio, 1742, Venezia)
- Il Bajazet (opera seria, libretto di Agostino Piovene, 1742, Venezia)
- La ninfa Apollo (scherzo comico pastorale, libretto di Francesco De Lemene, 1743, Venezia)
- Germanico (opera seria, libretto di Niccolò Coluzzi, 1744, Teatro Regio di Torino) diretta da Giovanni Battista Somis con Gioacchino Conti "Gizziello"
- Antigono (opera seria, libretto di Pietro Metastasio, 1745, Venezia)
- Artaserse (opera seria, libretto di Pietro Metastasio, 1746, Vienna)
- Ezio (opera seria, libretto di Pietro Metastasio, 1749, Vienna)
- L'huomo (festa teatrale, Wilhelmine von Bayreuth, 1754, Bayreuth)
- Adriano in Siria (opera seria, libretto di Pietro Metastasio, 1755, Teatro Cuvilliés di Monaco)
- Il trionfo della costanza (festa teatrale, libretto di Paolo Honory, basato su Il sogno di Scipione di Pietro Metastasio, 1755, Nymphenburg)
- Agelmondo (dramma per musica, 1760, Monaco)
- Olimpiade (opera seria, libretto di Pietro Metastasio, 1764, Teatro Cuvilliés di Monaco)
- Semiramide riconosciuta (opera seria, libretto di Pietro Metastasio, 1765, Monaco)
- La clemenza di Tito (opera seria, libretto di Pietro Metastasio, 1768, Monaco)
- Demetrio (opera seria, libretto di Pietro Metastasio, 1772, Monaco)